# Common Booster Core

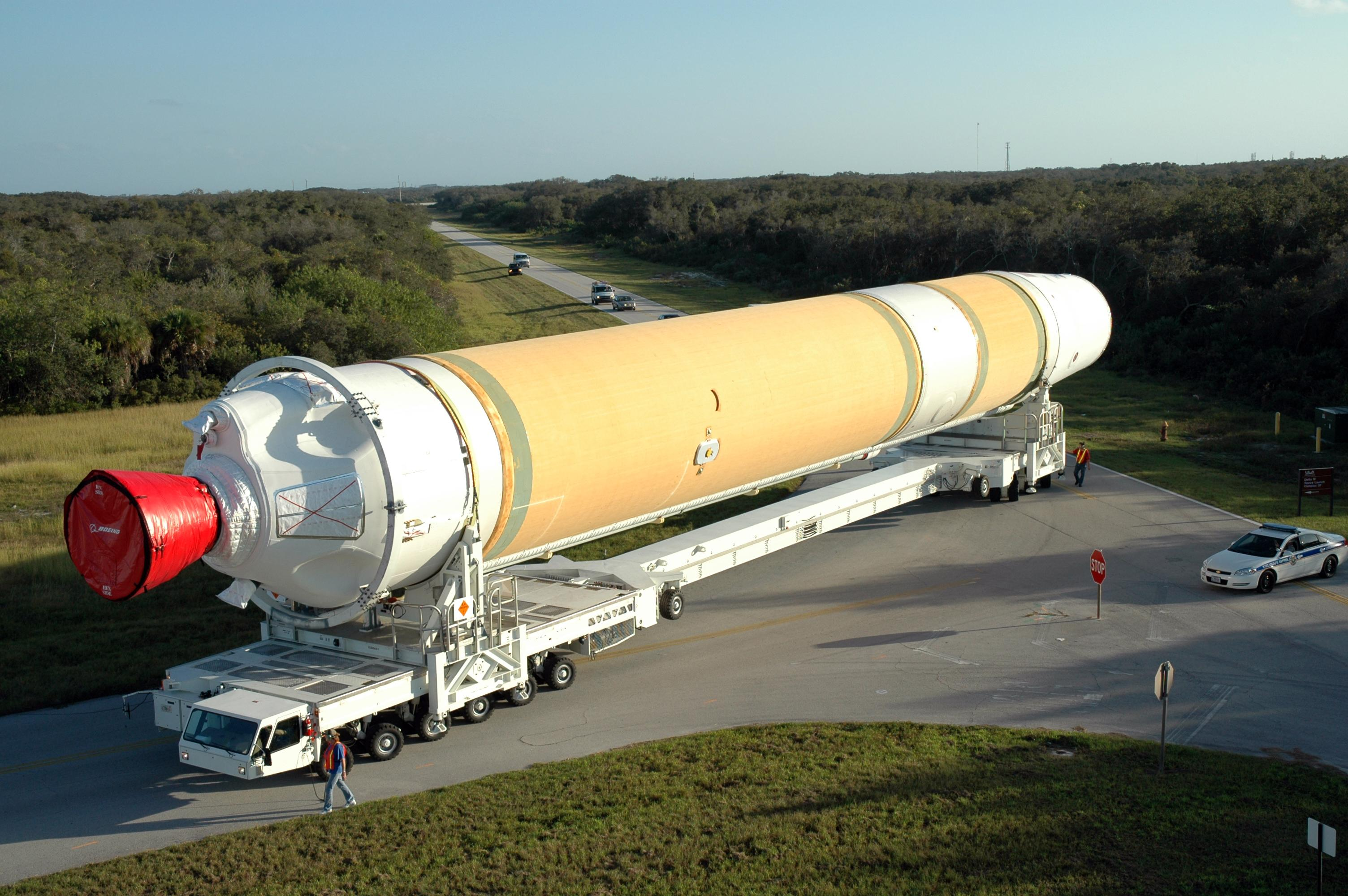
Stopień CBC Delty IV

Common Booster Core (CBC) – modułowy główny stopień rakiet nośnych Delta IV i dopalacz rakiet Delta IV Heavy. Wprowadzony do użytku w 2002. Wykorzystuje silnik RS-68 zasilany wodorem i tlenem.